# イーブルなごや
イーブルなごやは、愛知県名古屋市中区大井町に所在する名古屋市の公共施設。正式名称は、名古屋市男女平等参画推進センター・名古屋市女性会館。

## 沿革

### 開館の経緯
名古屋市の地域の婦人団体が中心となり、1947年（昭和22年）から婦人教育専門の施設設置を求める運動が始まった。婦人会館建設のための募金活動の結果、1960年（昭和35年）に寄付総額1300万円を名古屋市に納めることができ、名古屋市教育館の6階に「婦人教育センター」を開設することができた。
その後も設備やスペースの充実を訴える市民からの要求は続き、小規模婦人グループが学習する場の確保に苦労する状況もあったことからも社会教育施設の開館を求める声は高まっていった。1973年（昭和48年）には地域の婦人団体・クラブ婦人団体を中心に婦人会館設置を求める署名運動が始まり、同年12月20日に署名8万筆を名古屋市に提出した。1974年（昭和49年）2月1日に名古屋市会において請願は採択された。
1975年（昭和50年）に建設に向けた調査委員会が設置。その中で、名古屋市中区大井町にある名古屋市大井プール跡地に婦人会館を建設し、屋上にプールを開設する案が出された。設計プランの検討は、婦人団体にも開かれた形で議論され、市民参加による施設づくりは、当時の名古屋市では画期的なものであった。婦人会館設立を進めた社会背景には、1975年（昭和50年）の国際婦人年を機に女性に対する政策の充実が進んだことがある。名古屋市でも、女性のための福祉向上の目的で、1975年（昭和50年）に名古屋市勤労婦人センターが開館、名古屋市婦人会館と続き、女性の学習や交流の機会を公的に保障する取り組みが進んだ。

### 開館後

#### 開館当時の設備
施設の1階には事務室、印刷室、資料室、相談室（2室）、託児室、ボランティアルーム、談話室があった。2階には研修室（4室）、和室（2室）、生活科学研修室、視聴覚室、小会議室、特別講習室があった。3階には、大中会議室、大研修室のほか、活動コーナー、婦人団体資料室、プール事務室、プール更衣室があった。屋上には練習用プール及び幼児用プールが所在した。
図書は6740冊、雑誌190種、日刊紙55種、縮刷版3種、録音テープ650点、一般資料8750点を所蔵していた（1990年（平成2年）3月末時点）。
前述の通り、同所はかつて名古屋市大井プールの敷地であり、会館の屋上にはプールが併設された。
1985年（昭和60年）、婦人会を中心として「婦人教育情報センターとホールの建設をすすめる会」が発足し、同年名古屋市教育委員会に5万9000人分の署名を提出した。

#### 婦人会館時代
1978年（昭和53年）7月19日、名古屋市婦人会館の名称で開館を迎えた。総工費は約6億1000万円で、モダンな外装、彫刻風の壁画やゆったりとしたロビーを備えた。建物は鉄骨鉄筋コンクリート造で、地上3階、地下1階建て。

#### 女性会館時代
1991年（平成3年）5月に女性情報センターを開設するにあたり、名古屋市女性会館の名称に変更した。2012年には事業仕分けの結果、男女平等参画推進センターと女性会館の両施設で重複する事業を整理し、男女平等参画センターを2014年度に女性会館に移した。2014年（平成26年）からは男女共同参画推進センターと連携した運営が行われている。

#### 名古屋市男女平等参画推進センター
名古屋市男女平等参画推進センターは、愛称を「つながれっとNAGOYA」としていた。2006年（平成18年）、NPO法人参画プラネットが指定管理者となっており、センター長には同代表の渋谷典子が就任している。参画プラネットは2005年（平成17年）に設立されたNPO法人。

## 事業概要
名古屋市婦人会館は、情報資料収集提供事業として、女性教育、女性問題に関連する図書・資料を収集、提供している。資料室では、レファレンスサービスや、コピーサービスを提供していた。
名古屋市女性情報センターは開館時より、国立婦人教育会館情報センターとオンラインで結ばれ（ウィネット）ており、全国で初めての試みだった。4万のデータベースを提供していた。
名古屋市男女平等参画推進センターでの女性相談業務を2014年（平成26年）、女性会館に移転し一本化させた。相談員は嘱託職員6名で、相談体制は変わりない。

## 名称
「イーブル（E - ABLE）」とは「対等」や「公正・公平」を意味する「イーブン（EVEN）」と「できる・可能」という意味の「エイブル（ABLE）」を組み合わせた造語。名古屋市男女平等参画推進センターと名古屋市女性会館共通の愛称として、一般公募924点の中から仙台市の女性の作品が選ばれ、2014年（平成26年）1月22日発表された。ロゴマークは、名古屋市立大学芸術工学部の学生の作品で、イーブルの「e」に加え、「いい関係」や「笑顔」を躍動的にデザインしたもの。